# Charles Baudier

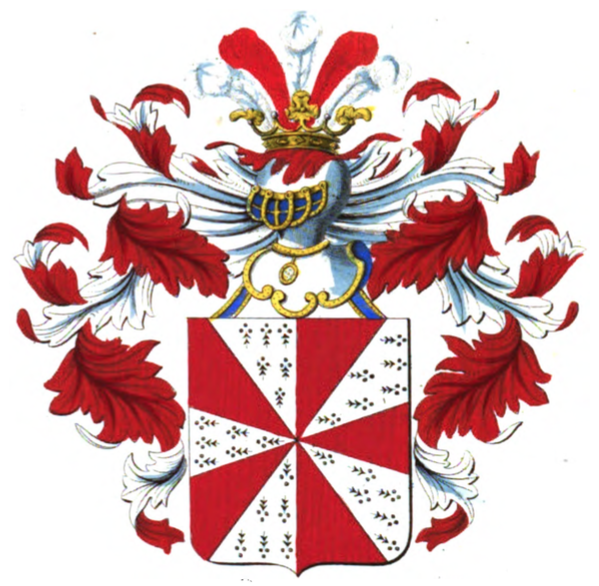
Wapen van de familie Baudier

Charles Joseph Baudier (Brussel, 12 februari 1754 - 12 oktober 1822) was een Zuid-Nederlands edelman.

## Geschiedenis
In 1749 werd door keizerin Maria Theresia adelsverheffing verleend aan Gaspar-François Baudier, zoon van Charles-Augustin Baudier, hoofdmeier van de meierij Rode (kwartier van Brussel) en vader van Charles-Joseph (hierna).
Gaspar Baudier was Staatsraad en raadsheer bij de Raad van Domeinen en Financies. Hij was getrouwd met Louise Deudon.

## Levensloop
Charles-Joseph Baudier promoveerde tot licentiaat in de rechten. Hij werd raadsheer en algemeen ontvanger van de Domeinen in het kwartier van Vilvoorde, Tervuren en Overijse. 
Hij werd een paar weken voor zijn dood erkend in de erfelijke adel van het Verenigd Koninkrijk der Nederlanden.
Hij trouwde achtereenvolgens met
- Marie-Thérèse van Outheusden (1754-1794), met wie hij vier kinderen had.
- Marie-Anne de Waha (1771-1825).

Zijn zoon André Baudier (1789-1860) werd raadsheer bij het Rekenhof. Hij trouwde met Cornelie Baesen (1790-1868) en ze hadden vier dochters die trouwden en drie zoons die ongehuwd bleven.
Hun dochter Cécile Baudier (1823-1895) trouwde met Charles Deudon (1822-1888) en ze zijn de voorouders van de familie Deudon de le Vielleuze.
De familie Baudier is in 1860 in de mannelijke lijn en in 1915 wat betreft de vrouwelijke naamdraagsters uitgestorven.